# شهرستان کاگوشیما، کاگوشیما

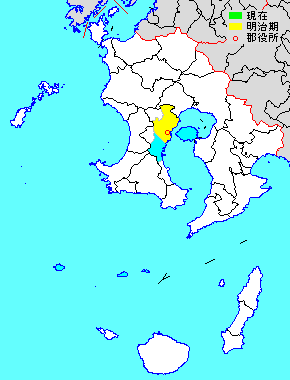
نقشه

شهرستان کاگوشیما، کاگوشیما (به ژاپنی: 鹿児島郡, Kagoshima-gun)، یکی از شهرستان‌های ژاپن واقع در استان کاگوشیما، ژاپن است.
از سال ۲۰۲۰، این منطقه دارای ۱۱۴۵ نفر جمعیت است. The total area is 132.71 km2. مساحت کل ۱۳۲٫۷۱ کیلومتر مربع است.
این ناحیه دو روستا دارد و هر دو جزایری در ناحیه اوشیما بودند. منطقه ای که زمانی در سرزمین اصلی قرار داشت، اکنون به‌طور کامل در شهر کاگوشیما ادغام شده است.
- میشیما، کاگوشیما
- توشیما، کاگوشیما